# Endasys femoralis
Endasys femoralis är en stekelart som först beskrevs av Heinrich Habermehl 1912. 
Endasys femoralis ingår i släktet Endasys och familjen brokparasitsteklar. Inga underarter finns listade i Catalogue of Life.